# シティタワー武蔵小杉
シティタワー武蔵小杉（シティタワーむさしこすぎ）は、神奈川県川崎市中原区にある53階建ての超高層マンション。神奈川県内で4番目に高い建築物である。

## 概要
新丸子東3丁目南部地区再開発エリアの東京機械製作所玉川製造所第二工場跡地の再開発に伴い住友不動産/前田建設が建設した。北側第一工場跡地には先行して2014年に複合商業施設のグランツリー武蔵小杉が竣工した。総戸数は800戸。下層階には商業・業務・保育施設・学習塾が入居している。三井不動産が主導し開発している武蔵小杉駅周辺においては唯一住友不動産による超高層マンションとなっている。

## 沿革
- 2009年（平成21年） 東京機械製作所玉川製作所工場が千葉県木更津市に移転。
- 2012年（平成24年）11月 - 着工。
- 2016年（平成28年）1月 - 竣工。